# Василь Луцак
Василь Луцак (нар. 12 лютого 1960, Сигіт, повіт Марамуреш) — румунський музикант і музичний викладач українського походження. Переважно грає на акордеоні, але також може грати на піаніно, органі чи гітарі.

## Біографія
Василь Луцак народився в Сигіті, але виріс у будинку своїх батьків у Вишівській Долині, повіт Марамуреш. Полюбив музику з раннього дитинства, зробивши свій музичний дебют у віці 11 років. Граючи на акордеоні, він почав з участі в традиційних українських весіллях на Мармарощині.
Співав разом із відомими іменами фольклору Мармарощини такими як Брати Петреуш, Тітіана Міхалі, Георге Флоря чи Георге Ковач «Cioată». Відвідував курси національного коледжу «Драгош-Воде» в Сигіті, а потім був прийнятий до Школи народних мистецтв у цьому місці. Закінчив вищу освіту в Університеті імені Василя Стефаника в Івано-Франківську.
Засновник музичного ансамблю «Tinerii Huțuli», брав участь з ним у низці фестивалів і конкурсів, таких як «Національний фестиваль народних ігор і звичаїв» в Ідічелі, повіт Муреш, «Фольклорний фестиваль дружби» в Сейке- Одорхею-Секуєск, жудець Харгіта (2003) або «Міжетнічний фестиваль етнографічних регіонів України» в Івано-Франківську (2001).
З 2001 року живе в Бухаресті, де у 2003 році розпочав співпрацю з ансамблем «Зоря» в рамках Союзу українців Румунії. Як акордеоніст гурту брав участь, зокрема, у фестивалі «Serbările Deltei» у Суліні, «Міжнародному Дунайському фестивалі» у Тулчі, Фольклорному фестивалі у Луцьку, «ProEtnica Festival» у Сігішоарі, «Festivalul Sinaia Forever» у Сіная, фестиваль «Лемківська Ватра» в Здині, Польща, а також телевізійні шоу, такі як «Folklorul Contraatacă» (Antena 1), «Atenție, se cântă!» ( TVR 2 ), «Разом в Європу» (TVR 2).

## Дискографія
- Колядка (2005)
- Коломийка (2008)
- Колядки і щедрівки (з ансамблем «Зоря») (2011)

## Зовнішні посилання
- Біографія
- Участь у міжетнічному кінофестивалі
- Участь у Міжнаціональному кінофестивалі 2
- Василь Луцак із ансамблем "Зоря"